# Vilhelm Petersen (1830–1913)
För andra betydelser, se Vilhelm Petersen.
Vilhelm Valdemar Petersen, född 5 april 1830 i Köpenhamn, död där 3 juli 1913, var en dansk arkitekt, etatsråd och professor. Han var bror till Julius Magnus Petersen och far till Cajus Novi. 
Petersen studerade vid Det Kongelige Danske Kunstakademi och vann dess guldmedaljer 1857–1860. Under sin utländska stipendieresa tävlade han i Florens med ritning till därvarande domkyrkas fasad och erhöll 1862 ett andrapris (förstapris utdelades inte). I den andra tävlingen 1864 deltog Petersen med ett utmärkt förslag, som finns i domkyrkomuseet, men Emilio De Fabris fick uppdraget att utföra arbetet. I dettas slutliga form upptog Fabris det huvudsakliga i Petersens andra förslag. 
Efter sin hemkomst blev Petersen medlem av Det Kongelige Danske Kunstakademi 1866 och 1892 kongelig bygningsinspektør. Han  byggde i Köpenhamn tullhuskomplexet 1872, hospitalet i Norre allé (1886 och framåt) samt Videnskabernes selskabs byggnad i italiensk renässans (färdig 1898). Utanför Köpenhamnsområdet står han bakom tingshuset i Roskilde, Middelfarts mentalsjukhus, posthuset i Holbæk samt tullhus i Nykøbing Falster, Frederiksværk och Rønne.

## Utmärkelser
- Riddare av Dannebrogorden,  1891[1]
- Dannebrogsmännens hederstecken,  1894[1]
- C.F. Hansen-medaljen

[Redigera Wikidata]